# Rainawe
Rainawe is een bestuurslaag in het regentschap Belu van de provincie Oost-Nusa Tenggara, Indonesië. Rainawe telt 3040 inwoners (volkstelling 2010).